# Трущобный туризм

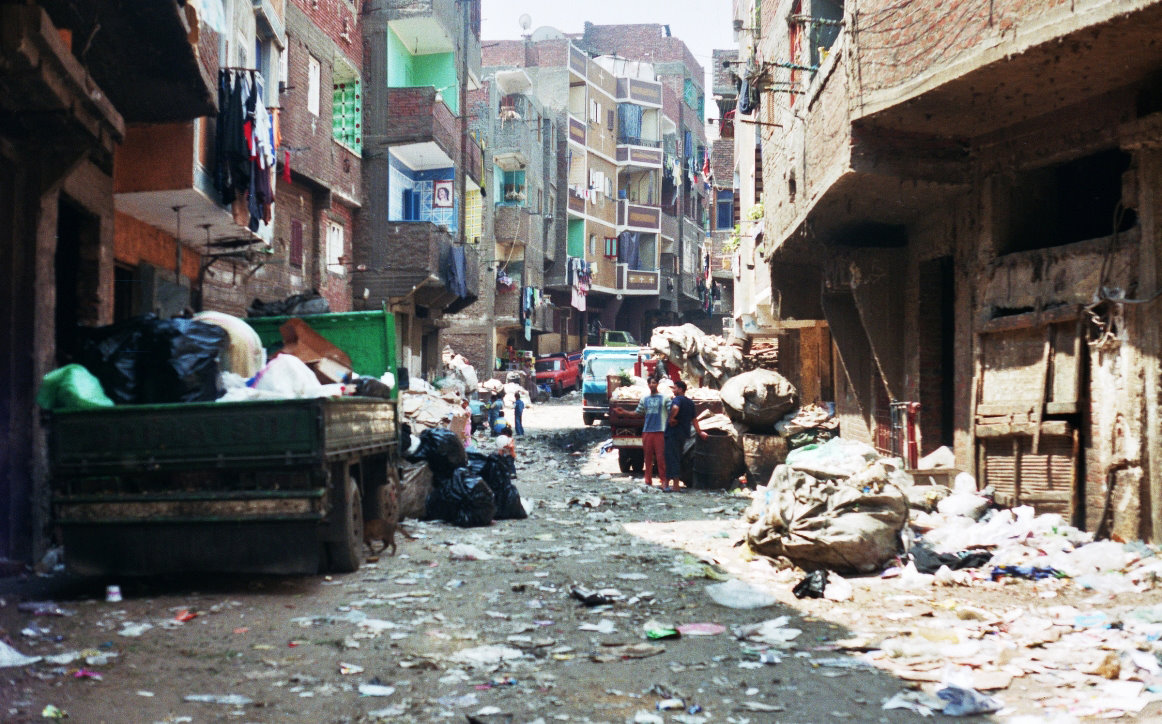
Город мусорщиков — район в Каире

Трущобный туризм  — посещение районов проживания бедноты обеспеченными людьми.

## История возникновения
Трущобный туризм в его нынешнем виде — при участии туроператоров, является относительно новым для современного общества, хотя он и ранее существовал в незначительных масштабах. Корни этого явления уходят в викторианскую Англию, где высшие классы исследовали беднейшие городские районы Лондона. Позже тенденция стала модной и распространилась на Новый Свет. Лондон, считавшийся политической и экономической столицей мира, стал свидетелем экспоненциального роста населения в XIX веке, что привело к демографической катастрофе, поскольку сельские и другие мигранты стекались в город. Географическое расширение города привело к его разделению на «восток» и «запад», причем богатые и влиятельные люди располагались на западе. Бедные районы Лондона были, по сравнению с ними, хаотичными, нецивилизованными и ужасающими. Группы женщин и священнослужителей посещали эти районы, чтобы увидеть разительный контраст между своей жизнью и жизнью других людей. Раздача милостыни и забота о бедных имеют долгую историю, это подтверждается документами: дамы из аристократии ходили среди бедных, предлагая еду и небольшие денежные пожертвования. В 1800-х годах явление приобрело организованную форму, термин «трущобы» стал использоваться для описания досуга богатых людей — аристократов в бедных районах Лондона.
Газета The New York Times в конце 1884 года пишет о практике проведения в трущобах Нью-Йорка вечеринок с возможным последующим посещением опиумных курилен в Бауэри.

## Современное состояние
Туры по трущобам — это, как правило, трёхчасовые экскурсии с гидом, проводимые пешком или при помощи автомобиля. Некоторые организаторы предлагают туристам возможность осмотреть жилища нищих, или места, где они работают — изнутри, а свободно владеющий английским языком гид рассказывает о жизни в трущобах, так как из-за языковых барьеров, туристы не имеют возможности общаться с местными жителями напрямую. Многие туры, в том числе в Рио-де-Жанейро и Мумбаи, также включают террасу на крыше отеля, откуда открывается панорамный вид на всю трущобу. Туры по трущобам обычно делятся на две категории: культурные и развлекательные. Культурные туры, безусловно, более распространены; они имеют сильное образовательное значение, стремясь показать, как жители трущоб живут своей жизнью, а также функции общины трущоб. Развлекательные туры фокусируются на острых ощущениях.
Трущобные туры не являются прерогативой развивающихся стран: в Чикаго, к примеру, можно отправиться на экскурсию по «чёрным кварталам» — беднейшим в городе; в Нью-Йорке к услугам туристов Восточный Гарлем и Бронкс; в Праге, Лондоне и Амстердаме вчерашние бродяги уверенно проведут гостей по трущобным тропам. В Гётеборге за небольшую плату можно переночевать в спальном мешке на парковой скамейке или в заброшенном здании, рядом с местными бездомными. Стоимость слам-экскурсии, как правило, невысока, нередко часть полученных денег передается в благотворительные фонды и идет на улучшение условий жизни нищих, их обучение в общественных центрах или школах. Например, в Лондоне, 80 % суммы получает бездомный гид, а 20 % поступает в волонтёрскую организацию, которая помогает бездомным приобретать одежду и другие вещи, а тур по свалкам мексиканского города Масатлан вообще бесплатный, однако, посетители привозят нищим бутерброды и бутилированную воду.

## Перспективы развития
Трущобный туризм — один из самых быстрорастущих нишевых туристических сегментов в мире.
Как нишевый сегмент, он отличается от туризма, связанного с поездками в развивающиеся страны, который является более широким термином, включающим посещение любого региона, находящегося в стадии развития. С момента своего основания, 16 лет назад в Рио-де-Жанейро, трущобный туризм распространился на четыре континента. Ныне основные направления включают: Мехико (Мексика), Рио-де-Жанейро (Бразилия), Найроби (Кения), Мумбаи и Нью-Дели (Индия), Кейптаун и Йоханнесбург (ЮАР).
Трущобный туризм быстро растёт, так как его идея — явление уникальное среди традиционных культурных туров, а также, потому что в последние годы трущобы получили яркое отображение в средствах массовой информации. В частности, в фильмах, изображающих жизнь в трущобах, как, например «Миллионер из трущоб» (Мумбаи), «Город Бога» (Рио-де-Жаньеро) и «Район № 9» (Йоханнесбург), получивших международное признание. Подтверждая это, крупнейший туроператор трущоб Reality Tours & Travel, Мумбаи (Индия), сообщил о 25-процентном скачке в бизнесе после выхода «Миллионера из трущоб».
С тех пор, как первая статья о трущобном туризме была опубликована в Нью-Йорк таймс в марте 2008 года, более 200 независимых источников новостей со всего мира освещали её полемику.

## Противоречивость
Трущобный туризм связан с моральным выбором и ценностным конфликтом. Большинство туров проводятся некоммерческими организациями и компаниями, которые не всегда жертвуют деньги жителям трущоб, которых эксплуатируют. Подобные туры называют также вуайеристскими и империалистическими. Жители трущоб страдают от унижения, когда их жизнь выставляется напоказ для западных туристов. Трущобные туроператоры возражают на эти обвинения, утверждая, что они пытаются просветить туристов о реалиях бедности и помогают развеять окружающие трущобы негативные стереотипы..
Противники трущобного туризма говорят, что обездоленные люди становятся зрелищем для приезжих, наблюдения туристов за их бытом вызывает дискомфорт.

## Мотивация
Причины интереса «трущобных» туристов во многом обусловлены притягательными свойствами трущоб как своеобразного туристического объекта. Привлекает возможность увидеть настоящую жизнь простых людей, культуру местных сообществ и, в конечном итоге, реальный мир без прикрас. Потребителей подобных экскурсий интересует жизнь за гранью бедности во всех её проявлениях. Нищета в наше время становится особой достопримечательностью и средством привлечения туристов, желающих пощекотать себе нервы и получить незабываемые впечатления.

## Галерея

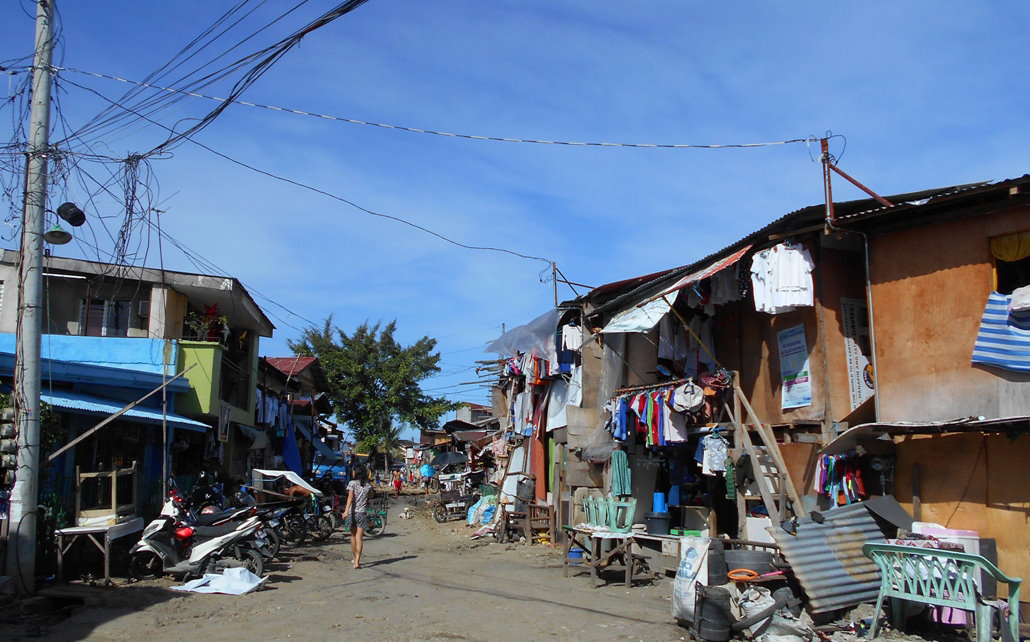
Мандауэ, остров Себу, Филиппины
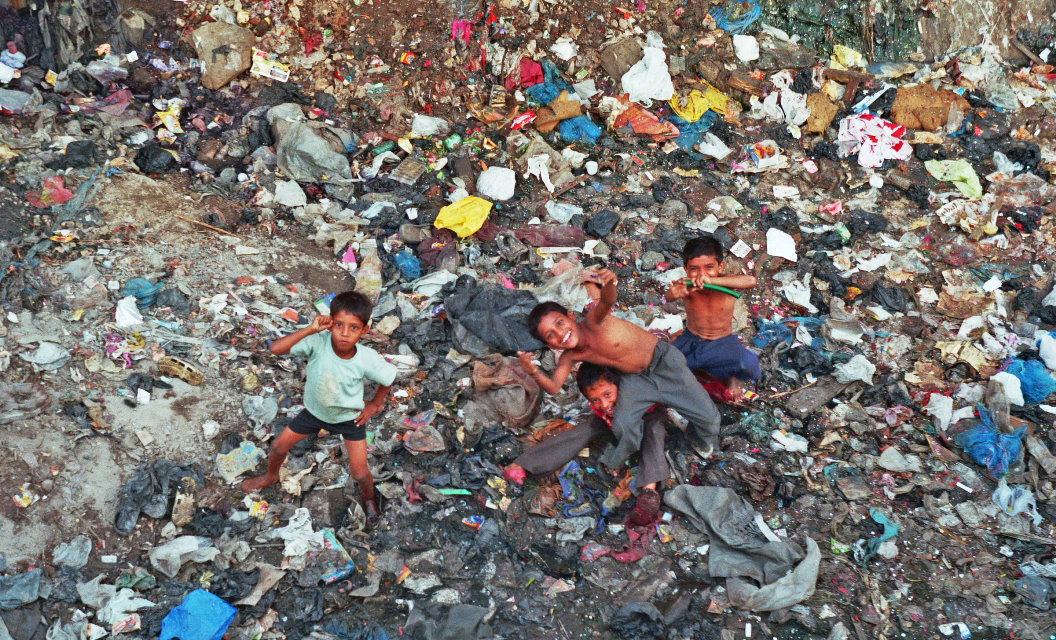
Мумбаи, Индия
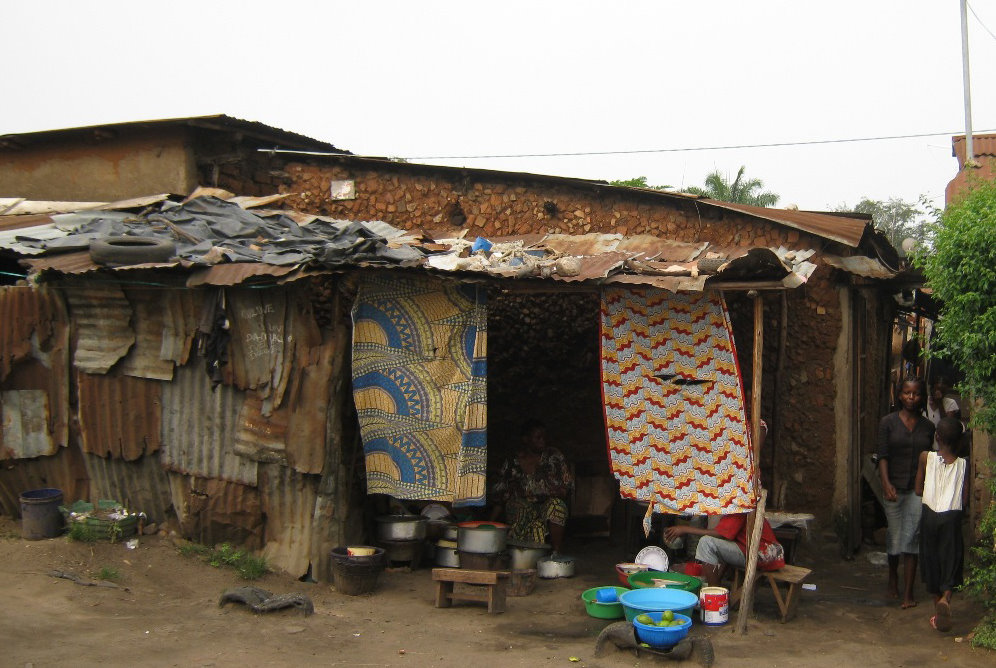
Бужумбура, Бурунди
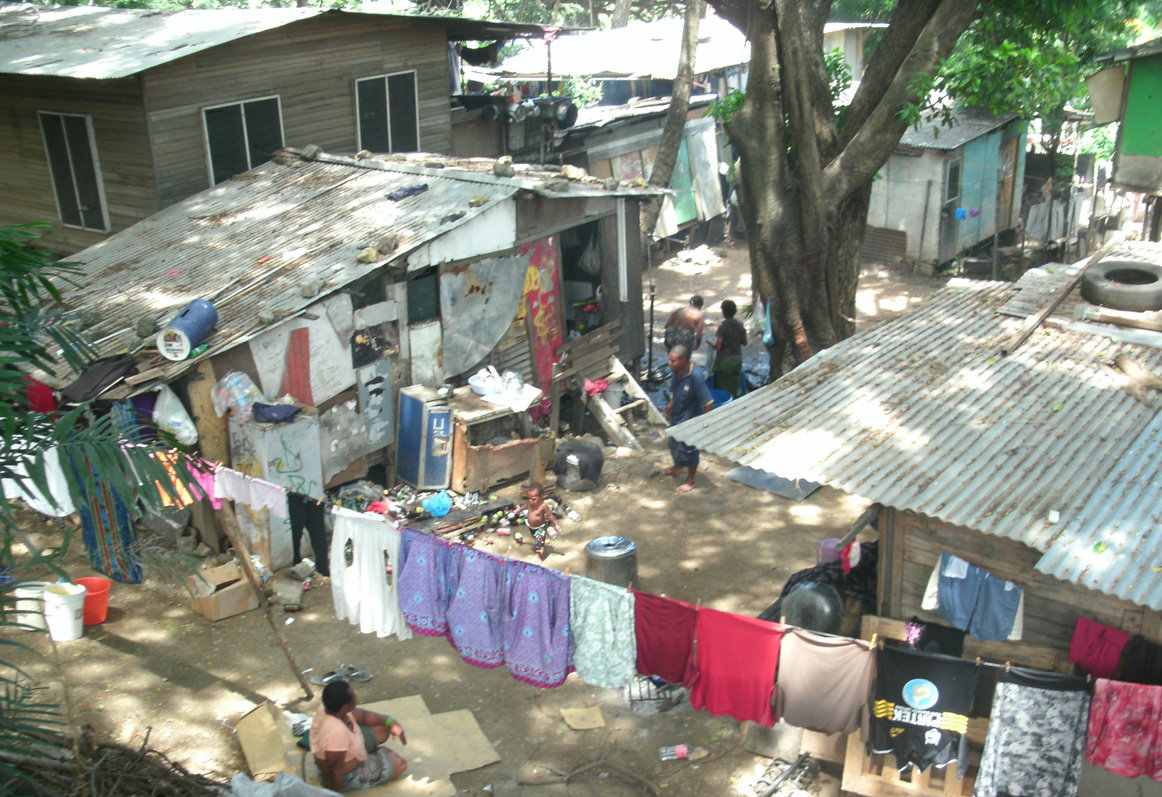
Порт-Морсби, Папуа-Новая Гвинея
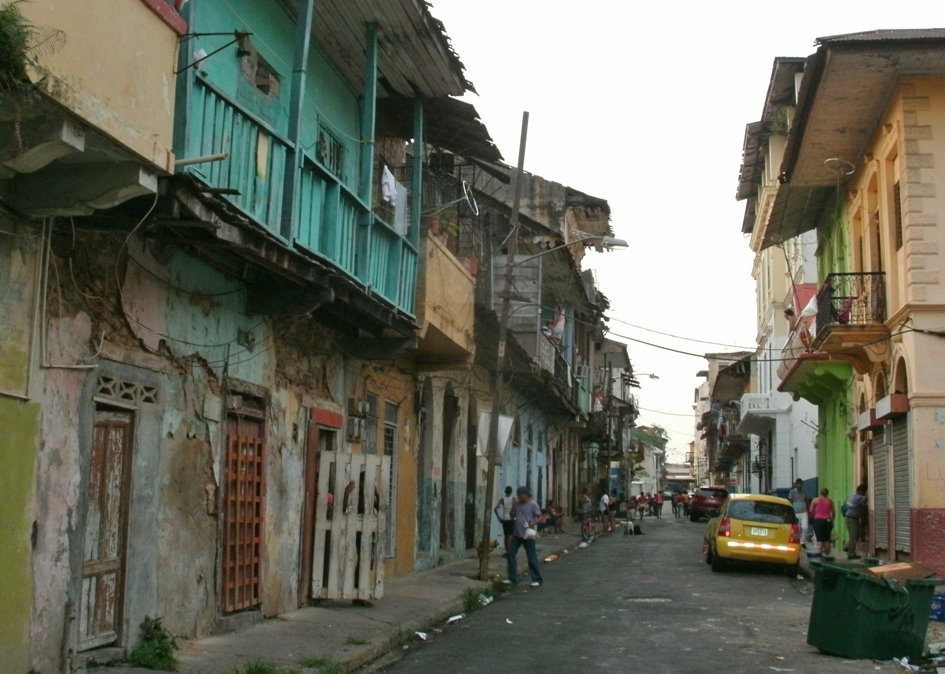
Район Каско-Вьехо, Панама
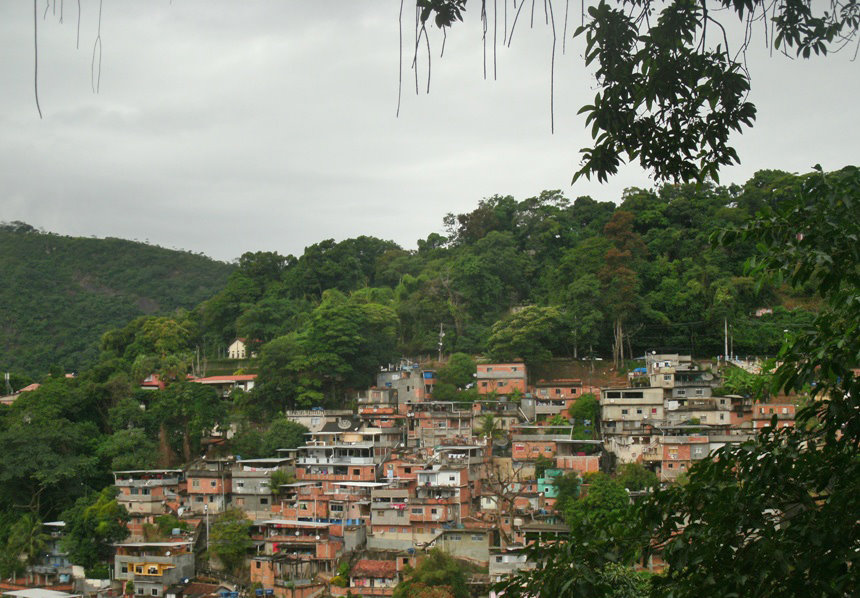
Фавелы, Рио-де-Жанейро, Бразилия